# 007 ドクター・ノオ
『007 ドクター・ノオ』（Dr. No）は、イアン・フレミングの長編小説。「ジェームズ・ボンド」シリーズ第6作。1958年、ジョナサン・ケープより出版された。日本では1959年に早川書房から井上一夫訳によりハヤカワ・ポケット・ミステリで発売された。

## あらすじ
スメルシュのローザ・クレッブに倒され、6か月の入院生活を経て復帰したイギリス秘密情報部員ジェームズ・ボンドは、消息を絶ったジャマイカの責任者ストレングウェイズの調査を命ぜられる。ジャマイカへ飛んだボンドは、ストレングウェイズが調べていたジュリアス・ノオ博士を探るうち、ノオがソビエト連邦に通じてアメリカの誘導ミサイル実験を妨害していることを知る。
彼は以前、アメリカの中国系犯罪結社「党（トング）」のメンバーだったが、彼が首領を裏切り警察により投獄させ、組織から大量のカネを盗んだ後、油断していた彼は獄中にいる首領の命令によって捕らえられた。トングの指導者たちは、他者への見せしめとしてノオの手を断ち切って、彼の心臓を撃った。ところが彼は心臓が右にある異常身体のおかげで生き残った。
回復後にトングの追求を逃れるため、彼は鉤状の義手をつけ、施術と剃毛により体形と顔の風貌と名前を変え、高額切手に変えたカネを持ち博士と称して世界中を旅行し、ジャマイカ沖のクラブ礁島を購入した。表向きはグアノ（鳥の糞による有機肥料）の出荷だったが、裏では精巧な地下施設を建設していた。そこで妨害電波を発射してミサイルの軌道を狂わせ誤落下させていた。
クラブ礁島では「ドラゴン戦車」によりボンドの助手クウォレルは焼殺され、ボンドと同行の女性ハニーはノオの秘密基地に連行される。晩餐後、ボンドはノオにより施設の換気システムに構築された障害物コースを通る試練を与えられた。感電、火炎攻撃、大きな毒グモとの遭遇を経験した後、巨大なイカとの戦いで終わり脱出した。ボンドはカニに食べられるように地面に縛り付けられたハニー・ライダーに遭遇し、彼女を救出した。
ボンドは波止場でグアノ搭載機を操縦者から奪って、グアノの流れを迂回させ彼を生き埋めにし、ドクター・ノオを殺した。その後、ボンドとライダーは「ドラゴン」バギーのノーズ・コンプレックスから脱出し、ジャマイカに戻り、当局に任務遂行を報告した。

## 主な登場人物
- ジェームズ・ボンド - 英国諜報部の殺人許可証を持つスパイ「007」。「ロシアから愛をこめて」での重傷からの帰還勤務として消息を絶った諜報部員の調査でジャマイカに飛ぶ。
- クウォレル - ジャマイカでのボンドの助手。「死ぬのは奴らだ」以来の知己でボンドを「キャプテン」と呼ぶ。
- ハニーチャイル（ハニー）・ライダー - ジャマイカ生まれの野性的な美女。ボンド・クウォレルと共にクラブ礁島の探索に同行する。
- ストラングウェイズ - 英国諜報部のジャマイカ局長。謎の失踪を遂げた。
- トルーブラッド - ストラングウェイズの秘書。ジャマイカ局の女性職員。局長同様、行方不明となる。
- ジュリアス・ノオ - クラブ礁島の所有者。島を要塞化し犯罪組織を率いている。青銅色に輝く服で両手が義手。ボンドとハニーを晩餐でもてなした後に惨殺しようとする。
- 三匹の盲鼠 - ノオ組織の殺し屋。中国系黒人[1]で構成された三人組。
- ジョーンズ - 同じく組織の運転手。殺し屋三人組を乗用車に乗せ、ストラングウェイズや秘書の死体を運び去る。
- アナベル・チャン - 組織の写真家[2]。ボンドの写真を撮り素性を調べようとする。地元メディアの女性記者と称する。
- ミス・ターロ - 組織のスパイ。総督府でボンドの正体を探る。
- レミー - 島の幹部で偵察隊長。水着にゴム長靴で大型クルーザーに乗っている。島に近づく者には拡声器で警告する。
- ジョー - 同じく偵察隊員。ドーベルマンを連れ、肩にホルスターを掛け島に上陸したボンドたちを追跡する。
- シスター・リリー - 内勤の女性幹部。島への来客接待が主業務。ボンドとハニーに賓客対応で対談する。
- シスター・ローズ - 同。シスター・リリーに比べ口数が少なく、記録と調査（身体測定など）が主業務。
- メイ - シスター二人の部下の中国人娘。ボンドとハニーの服を手配し、寝室でボンドたちに睡眠薬入りの飲料を飲ませたり、ハニーの化粧を手伝いノオの晩餐にエスコートする。
- サムサム - ノオの用心棒。晩餐時にノオの背後に控えボンドとハニーを見張る。恰幅のいい大柄な男。

## 出版
- Fleming, Ian (2009-10-1) (英語). Dr. No. Penguin. ISBN 9780141045016

| 出版年         | タイトル                       | 出版社   | 文庫名等                        | 訳者     | 巻末                                            | ページ数 | 備考                                                             |
| -------------- | ------------------------------ | -------- | ------------------------------- | -------- | ----------------------------------------------- | -------- | ---------------------------------------------------------------- |
| 1959年9月30日  | <007号シリーズ> ドクター・ノオ | 早川書房 | ハヤカワ・ポケット・ミステリ511 | 井上一夫 | 解説 都筑道夫                                   | 246      |                                                                  |
| 1978年3月15日  | 007 ドクター・ノオ             | 早川書房 | ハヤカワ・ミステリ文庫HM 11-5   | 井上一夫 | 井上一夫                                        | 294      |                                                                  |
| 1998年10月31日 | 007 ドクター・ノオ〔改訳版〕   | 早川書房 | ハヤカワ・ミステリ文庫HM 224-5  | 井上一夫 | みのもんた「男の理想像」、 フレミング著作リスト | 344      | ISBN 978-4151713552 カバーデザイン:スタジオ・ギヴ、写真:小林廉宜 |

### 児童書
| 出版年 | タイトル        | 出版社 | 文庫名等                 | 訳者   | 巻末 | ページ数 | ISBNコード | カバーデザイン |
| ------ | --------------- | ------ | ------------------------ | ------ | ---- | -------- | ---------- | -------------- |
| 1972年 | 007は殺しの番号 | 集英社 | ジュニア版・世界の推理 5 | 中尾明 |      | 211      |            | 絵:山野辺進    |